# De utvalda barnen
De utvalda barnen är en svensk dokumentärfilm från 2021 av filmaren Jasper Lake och journalisten Johannes Hallbom. Filmen handlar om Lakes skoltid på Solvikskolan.

## Handling
Jasper Lake har alltid känt sig privilegierad som slapp gå i en vanlig skola. Han kände sig utvald och speciell. När han i 40-årsåldern pratar med sina gamla skolkamrater, tvingas han inse att hans positiva minnen var på bekostnad av andra elevers trygghet.